# Minutemen (groupe)
Pour les articles homonymes, voir Minutemen (homonymie).
Les Minutemen sont un trio de punk américain de San Pedro en Californie, actif de 1980 à 1985, date de la mort du chanteur/guitariste D. Boon. Le groupe était aussi composé de Mike Watt (basse/chant), et Georges Hurley (batterie).
Le groupe a collaboré activement avec plusieurs personnalités du label (Chuck Dukowski, Kira Roessler, Joe Carducci, etc) et sorti plusieurs albums désormais cultes sur le label de Greg Ginn (Black Flag) SST Records. Le plus connu reste Double Nickels on the Dime sorti en 1984, dont le titre est une référence à Sammy Haggar, et la construction une référence à Pink Floyd. Le groupe s'arrête après la mort de D. Boon dans un accident de bus en 1985. Les deux autres membres mettront du temps à s'en remettre mais reprendront différentes aventures quelques années plus tard.

## Biographie

### Formation
Minutemen est formé lorsque D. Boon et Mike Watt se rencontrent à l'âge de 13 ans. Watt marchait dans un parc à San Pedro, en Californie, et Boon, qui jouait avec d'autres garçons, sauta d'un arbre juste à côté de lui pour l'interpeller, le prenant pour un de ses amis. Les deux partagent une passion pour la musique ; la mère de Boon leur suggéra de monter un groupe, décida que son fils jouerait de la guitare et Watt de la basse. Le but premier de la manœuvre était d'occuper les garçons et de les tenir éloignés de la rue. Au début, Watt ne savait pas faire de différence entre une basse et une guitare standard. Ils s'associent finalement pour jouer des reprises de groupes qu'ils appréciaient. L'été 1973, Watt et Boon forment Bright Orange Band, avec Joe, le frère de Boon, à la batterie. En 1976, ils découvrent le punk ; la mère de Boon meurt, et le Bright Orange Band se sépare peu après. L'année suivante, les deux amis se joignent à un groupe nommé Starstruck. Après la séparation de Starstruck, Boon et Watt font la rencontre du batteur George Hurley et forment The Reactionaries avec le chanteur Martin Tamburovich.
Après la séparation des Reactionaries, Boon et Watt forment les Minutemen en janvier 1980. Watt explique que leur nom n'a rien à voir avec la durée de leurs chansons ; il s'inspire des milices homonymes et partiellement du groupe américain homonyme anti-communiste des années 1960. Après un mois sans batteur, durant lequel Boon et Watt écrivent leurs premières chansons, le groupe répète et joue quelque temps aux côtés de Frank Tonche à la batterie. Le groupe voulait recruter George Hurley, mais ce dernier est déjà membre d'un groupe de punk hardcore nommé Hey Taxi! avec Michael Ely et Spider Taylor après la séparation des Reactionaries. Tonche quitte le groupe et Hurley prend sa place à la batterie en juillet 1980. Leur premier concert s'effectue avec Black Flag.

### Débuts
Greg Ginn de Black Flag et SST Records produit le premier EP des Minutemen, Paranoid Time, qui solidifie leur style éclectique. Comme la majeure partie des groupes punk de l'époque, le groupe vend l'EP à leurs concerts et dans quelques magasins. Il devient un petit succès dans la scène punk hardcore. Avec leur album The Punch Line, ils trouvent leur voie et commencent à tourner sans discontinuer dans le pays. Ils publient leur troisième EP Bean-Spill. À la sortie de leur deuxième album studio, What Makes a Man Start Fires?, le groupe gagne une popularité considérable dans la presse spécialisée et underground. Ils continuent leur tournée avec Black Flag en Europe. En 1983, ils publient leur troisième album studio, Buzz or Howl Under the Influence of Heat.
Plus tard, ils continuent de tourner et publient leur dernier album, 3-Way Tie (For Last), avant de faire une pause. Ils jouent avec R.E.M. Leur dernier concert s'effectue à Charlotte, en Caroline du Nord, le 13 décembre 1985.

### Séparation
Le 22 décembre 1985, Boon est tué pendant un accident de bus, ce qui sonne la fin des Minutemen. Watt tombera dans une profonde dépression après la mort de son ami. Le groupe décide donc d'annuler ce qu'il prévoyait : un triple album live avec comme titre 3 Dudes, 6 Sides, Half Studio, Half Live. Le groupe se sépare en 1985.

## Style musical
La musique du groupe repose sur des chansons très courtes (rarement plus de deux minutes) mélangeant différents styles, allant du punk le plus hardcore, au jazz le plus free, le tout sur fond de rythme syncopés typiquement funk. Mike Watt décrit ce mélange des genres comme un moyen de provoquer la scène punk et son propre conformisme.
Musicalement, l'influence du groupe sera énorme sur tout le rock alternatif et la scène fusion, notamment les Red Hot Chili Peppers qui dédieront leur album Blood Sugar Sex Magik à Mike Watt.

## Discographie

### Albums studio
- 1981 : The Punch Line
- 1983 : What Makes a Man Start Fires?
- 1984 : Double Nickels on the Dime
- 1985 : 3-Way Tie (For Last)

### EP
- 1980 : Paranoid Time
- 1981 : Joy
- 1982 : Bean-Spill
- 1983 : Buzz or Howl Under the Influence of Heat
- 1984 : Tour-Spiel
- 1985 : Project: Mersh
- 1986 : Minuteflag
- 1993 : Georgeless
- 2011 : Minutemen/Saccharine Trust Split

### Compilations
- 1984 : The Politics of Time
- 1985 : My First Bells
- 1986 : Ballot Result
- 1987 : Post-Mersh, Vol. 1
- 1987 : Post-Mersh, Vol. 2
- 1989 : Post-Mersh, Vol. 3
- 1998 : Introducing the Minutemen